# Mago/Road to Hell
Mago/Road to Hell è un singolo del gruppo musicale italiano Oliver Onions, pubblicato nel 1977.

## Descrizione
Mago è un brano scritto da Cesare De Natale e Marcello Fondato su musica Guido e Maurizio De Angelis. Il brano fu utilizzato come colonna sonora del film  Charleston, diretto da Fondato e interpretato da Bud Spencer. Il brano è presente nel film solo nella sua versione strumentale, mentre quella pubblicata su 45 giri è la versione cantata in italiano.
Road to Hell è la canzone pubblicata sul lato B del singolo, scritta da Susan Duncan Smith su musica Guido e Maurizio De Angelis.